# Grauer Scheidenstreifling
Der Graue Scheidenstreifling (Amanita vaginata, syn. Amanitopsis vaginata und Vaginata plumbea) ist ein häufiger und weit verbreiteter, essbarer Pilz aus der Familie der Wulstlingsverwandten (Amanitaceae). Die Fruchtkörper besitzen graue oder bräunliche, am Rand stark geriefte und bis zu 10 cm breite Hüte sowie einen ringlosen, bereiften Stiel, der am unteren Ende in einer lappigen Hülle steckt.

## Merkmale

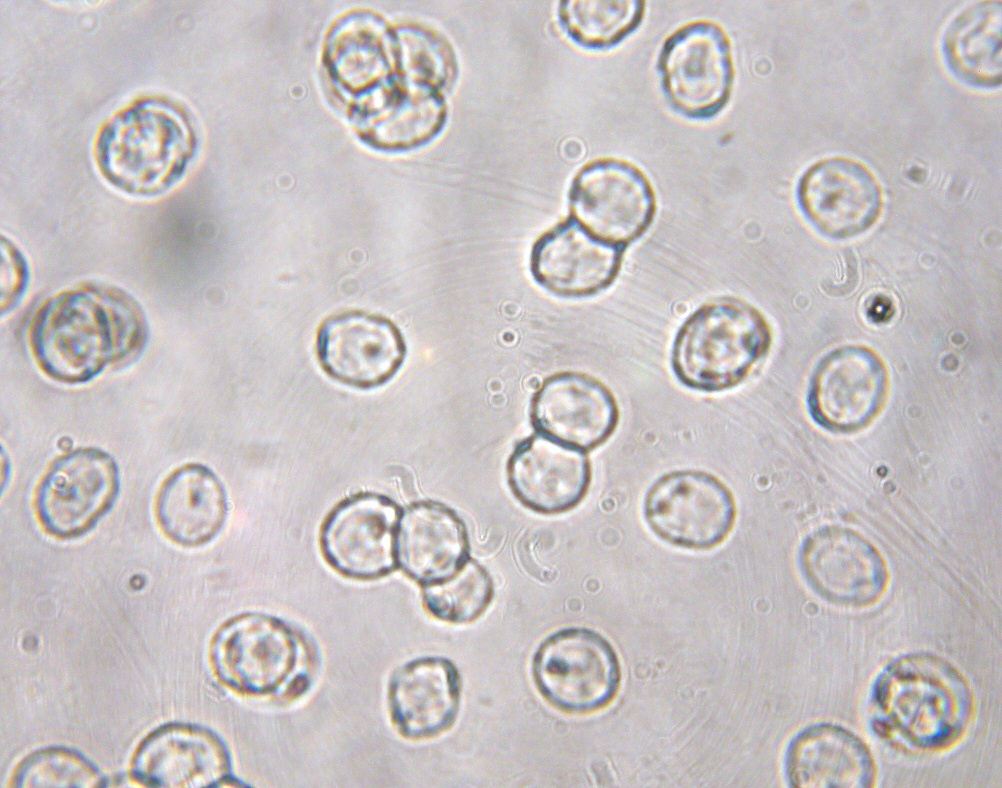
Sporen des Grauen Scheidenstreiflings unter dem Lichtmikroskop

### Makroskopische Merkmale
Der dünnfleischige Hut misst 3–10 Zentimeter im Durchmesser. Anfangs erscheint der Hut oval, mit fortschreitender Reife zunehmend kegelförmig, gewölbt und schließlich abgeflacht, manchmal mit einem kleinen Buckel. Der dünne Hutrand ist durch die darunterliegenden Lamellen stark gerieft. Die Oberfläche ist grau bis gräulich-braun gefärbt, feucht glänzend und leicht schmierig. Selten können Reste der Gesamthülle (Velum universale) auf dem Hut zurückbleiben. Die weißen Lamellen stehen mäßig gedrängt, sind mit Lamelletten untermischt und bauchig. Entweder erreichen sie den Stiel nicht oder sind daran schmal angewachsen. Bisweilen haben sie eine gräuliche Färbung. Der Sporenpulverabdruck ist weiß. Der schlanke und nach oben leicht verjüngende Stiel ist 8–15, selten bis 22 cm lang und 0,5–2 cm dick, brüchig und zumindest im Alter hohl. Anders als viele andere Scheidenstreiflinge ist er ein Wulstling ohne Wulst, besitzt also keine knollig verdickte Stielbasis. Sie ist von einer lappigen Volva umschlossen, die sich gräulich oder rötlich verfärben kann. Der Pilz bildet keine Teilhülle (Velum partiale) und hat deshalb auch keinen Ring. Die Stieloberfläche ist fein bepudert bis bereift, besonders am oberen Ende. Auch schwache, längsverlaufende Linien können sichtbar sein. Das Fleisch ist weiß, dünn und zeigt auf Druck oder bei Verletzung keine Verfärbung.
Die Varietät alba, der Weiße Scheidenstreifling, ist rein weiß und hat entweder keine Volva oder diese umspannt die Stielbasis nicht.

### Mikroskopische Merkmale
Die Sporen sind in den allermeisten Fällen annähernd kugelig geformt, 8 bis 13 Mikrometer im Durchmesser, dünnwandig und nicht amyloid (nimmt also in Melzers Reagenz keine Jodfärbung an). Die Pileipellis (Huthaut) besteht aus faserig verwobenen Hyphen, 2 bis 7 Mikrometer Durchmesser, geliert. Die sporentragenden Zellen, die Basidien, sind 36 bis 52 auf 4 bis 13 Mikrometer, 4-sporig, ohne Schnallen. Die Volva besteht größtenteils aus faserigen Hyphen, 2 bis 8 Mikrometer Durchmesser, aufgeblähte Zellen breitelliptisch, elliptisch, spindel- bis keulenförmig, 40 bis 85 auf 10 bis 35 Mikrometer, größtenteils endständig. Das Stielgewebe besteht aus faserigen Hyphen mit Durchmessern von 2 bis 6 Mikrometer; die aufgeblähten Zellen sind terminal, keulenförmig, längs ausgerichtet, mit Abmessungen von bis zu 289 auf 31 Mikrometer.

## Artabgrenzung
Wichtigste Unterscheidungsmerkmale sind eine grau-metallische, nie grünliche Hutoberfläche, ein stark geriefter Hutrand, die von einer sackartigen Volva umhüllte, knollige Stielbasis und das Fehlen eines Stielringes.
Eine gefährliche Verwechslungsmöglichkeit bei hellen Formen ist der Grüne Knollenblätterpilz (Amanita phalloides).
Ähnlich sind andere gleichfarbige oder ringlose Wulstlingsarten wie der Silbergraue Scheidenstreifling (Amanita argentea) oder der Ockergraue Riesen-Scheidenstreifling (Amanita lividopallescens). Weniger ausgeprägte Ähnlichkeit haben Arten wie der Rotbraune Streifling (Amanita fulva), der Orangegelbe Streifling (Amanita crocea) etc.
Anfänger könnten ihn mit ebenfalls ringlosen Scheidlingen (Volvariella, besonders mit Volvaria speciosa) oder sogar mit Champignons (Agaricus) verwechseln. In beiden Fällen werden jedoch die Lamellen rosa.

## Ökologie und Phänologie
Der Graue Scheidenstreifling wächst als Mykorrhiza-Pilz sowohl in Nadel- als auch in Laubwäldern gemäßigter Zonen. Bekanntlich erscheint er auch häufig in grasbewachsenen Bereichen am Rand von Wäldern, ungepflegten Rasenflächen und in Vorstadtbereichen, wo die Erde kürzlich aufgerissen wurde.
Er fruktifiziert vom Frühjahr (Juni) bis zum Herbst (Oktober) mit einzeln oder zahlreich erscheinenden Fruchtkörpern.

## Verbreitung
Die Art ist in Nordamerika und Europa weitverbreitet und häufig. Sie findet sich auch auf den Azoren und in Australien.

## Etymologie
Das Art-Epitheton kommt vom lateinischen Wort vagina, das „Hülle“ oder „Scheide“ bedeutet. Entsprechend heißt vaginata so viel wie „bescheidet“ oder „umhüllt“. Wie auch die deutschsprachige Bezeichnung als Scheidenstreifling bezieht sich dies auf die an der Stielbasis hinterbliebene Scheide (Volva), die von der den jungen Fruchtkörper umgebenden Gesamthülle (Velum universale) stammt.

## Systematik und Taxonomie
Die offizielle Erstbeschreibung stammt von Jean Baptiste François Bulliard, der den Pilz in einem 1782 erschienenen dritten Teil seines Werkes „Herbier de la France“ als Agaricus vaginatus (beziehungsweise als „L’agaric vaginé“) beschrieb.
Er wird in die Sektion Vaginatae (Streiflinge) der Untergattung Amanita der Gattung der Wulstlinge (Amanita) einsortiert.
Er gilt als Teil eines Artenkomplexes, der die ähnlich aussehenden Wulstlinge Amanita constricta, Amanita pachycolea und Amanita protecta einschließt.
Der Rotbraune Streifling (Amanita fulva) wurde einst für eine Varietät von Amanita vaginata gehalten.

## Bedeutung
Der Pilz ist roh giftig, gekocht essbar und wird als Speisepilz genutzt, bietet allerdings wenig Substanz.
Die meisten Autoren raten vom Verzehr ab, da die Möglichkeit einer Verwechslung mit anderen, giftigen Wulstlingsarten besteht. Ein Naturführer bemerkt, dass Kühe diesen Pilz gerne fressen.